# Colpomyidae
De Colpomyidae zijn een familie van uitgestorven tweekleppigen uit de orde Colpomyida.